# عالية آتريديز
عالية آتريديز (بالإنجليزية: Alia Atreides؛ /əˈliːə əˈtreɪɪdiːz/) هي شخصية خيالية من سلسلة عالم كثيب التي ألَّفها فرانك هربرت. ظهرت في أول رواية من السلسلة، كثيب عام 1965، وقُتلت في الأصل في النسخة الأولى من المخطوطة التي كتبها هربرت. بناءً على اقتراح محرر مجلة الخيال العلمي التناظري والواقع جون كامبل، أبقاها هربرت على قيد الحياة في المسودة النهائية. ظهرت عالية بعد ذلك كشخصية رئيسية في كل من مسيح كثيب (1969) وذرية كثيب (1976). عادت الشخصية كغولا في خاتمة برايان هربرت/كيفن ج. أندرسون للسلسلة الأصلية، ديدان رمال كثيب (2007).